# RAF Wittering
A Brit Királyi Légierő (RAF) Wittering légitámaszpontja ad otthont a RAF A4-nek, illetve a 3-as és 6-os számú repülő légi iskolának (kiképző alakulatok). Az "A4 Force" feladata az angol hadsereg műszaki és logisztikai támogatása a légi műveletek fenntartásához bárhol, ahol éppen szükség van erre.